# Torri di Verdeta

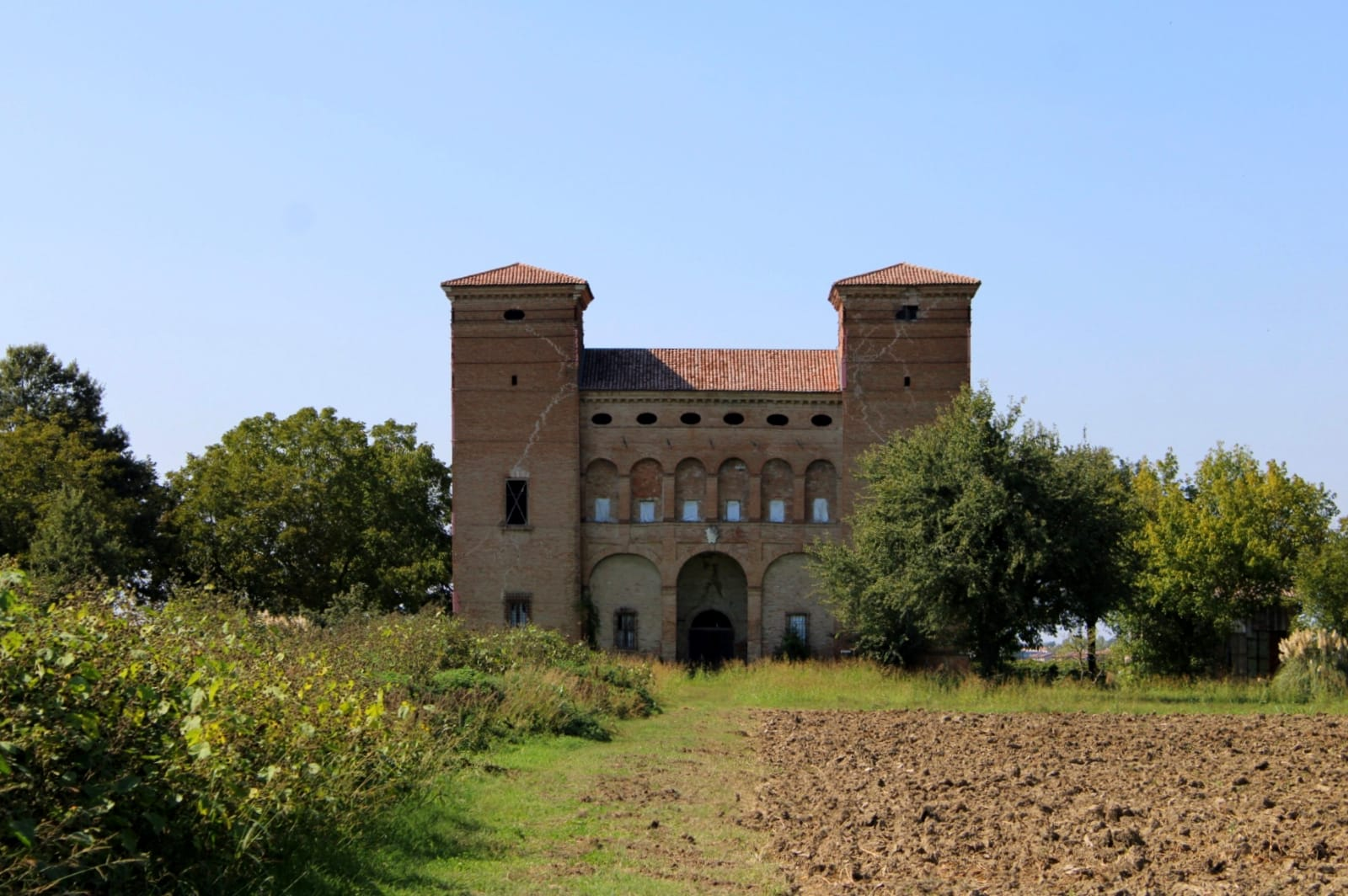
Torri di Verdeta 2020, bereits im Verfall

Die Torri di Verdeta, auch Torrioni oder Palazzo dei Torri genannt, sind ein Landhaus aus dem 16. Jahrhundert. Es liegt in der Via Verdeta 94 im Ortsteil San Pietro in Elda der Gemeinde San Prospero in der italienischen Region Emilia-Romagna.

## Geschichte
Das Gebäude wurde in der ersten Hälfte des 16. Jahrhunderts nach Plänen des Architekten Sesastre Castaldi errichtet. In ungefähr 100 Meter Entfernung davon befindet sich ein Bauernhof aus dem 18. Jahrhundert, der „Corte Verdeta“ genannt wird und schon dem Herzog von Modena, Franz IV., gehörte. Daneben erhebt sich das Oratorium San Gaetano, das 1771 erbaut wurde.
Das Gebäude gehörte der Familie Castaldi und danach der Familie Cantuti Castelvetri, deren Familienwappen in Marmor in der Mitte des Gebäudes angebracht ist. Schließlich ging es in den Besitz der Herzöge von Modena über. Der Weiler San Pietro in Elda, der früher „Verdeta“ genannt wurde, gehörte zum Besitz des Herzogs von Modena. 1737 wurde das Landhaus Eigentum der Familie Sassi und schließlich erbte es 1832 der Markgraf Giacomo Munarini.
Die Torri di Verdeta hatten über die Jahrhunderte sowohl eine militärische Funktion, nämlich als Aussichtsturm das umliegende Territorium zu kontrollieren, als auch eine Funktion als Scheune für Weizen und anderes Getreide.
In jüngerer Zeit dienten die hinteren Räume als Stall und danach als Lagerraum für landwirtschaftliche Geräte. Heute ist die Villa vollständig verlassen und wurde auch beim Erdbeben in Norditalien 2012 beschädigt.

## Beschreibung
Das massige Landhaus liegt isoliert in der Landschaft und stellt ein bedeutendes Beispiel der Landhausarchitektur dar. Das gesamte Gebäude mit mittig ausgerichtetem Grundriss und einem großen Atrium am Eingang erstreckt sich in die Höhe. Auf den Seiten gibt es zwei Türme und der mittlere Baukörper besteht aus zwei übereinander angeordneten Blindbogenreihen mit zahlreichen Loggien und ovalen Fenstern.
Im internen Atrium begannen zwei gegeneinander angeordnete Treppen, wovon eine abgerissen wurde, und die Verbindungen zu den anderen Räumen. Heute ist die Villa aufgegeben.